# Aldealpozo
Aldealpozo ist ein beinahe entvölkerter Ort mit Gemeindestatus (municipio) mit nur noch 18 Einwohnern (Stand: 2024) im Osten der Provinz Soria in der Autonomen Gemeinschaft Kastilien-León. Der Ort gehört zur bevölkerungsarmen Region der Serranía Celtibérica.

## Lage und Klima
Der Ort Aldealpozo liegt in der insgesamt eher kargen und menschenleeren Hochebene im Osten der Provinz Soria in einer Höhe von ca. 1050 m. Die Entfernung zur westlich gelegenen Provinzhauptstadt Soria beträgt ca. 29 km (Fahrtstrecke). Das Klima ist gemäßigt bis warm; Regen (ca. 550 mm/Jahr) fällt mit Ausnahme der Sommermonate übers Jahr verteilt.

## Bevölkerungsentwicklung
| Jahr      | 1857 | 1900 | 1950 | 2000 | 2020 |
| Einwohner | 240  | 217  | 191  | 31   | 15   |

Die zunehmende Mechanisierung der Landwirtschaft, die Aufgabe von bäuerlichen Kleinbetrieben („Höfesterben“) und der daraus resultierende Verlust an Arbeitsplätzen haben in hohem Maße zu dem deutlichen Bevölkerungsrückgang seit den 1950er Jahren beigetragen.

## Wirtschaft
Der Ort lebte jahrhundertelang ausschließlich vom Getreideanbau, der hauptsächlich für die Selbstversorgung betrieben wurde; auch Viehhaltung (Schafe, Ziegen, Hühner) fand in geringem Maße statt. Heute spielt die Landwirtschaft (Anbau von Gerste und Weizen) immer noch die wichtigste Rolle im Wirtschaftsleben der kleinen Gemeinde.

## Geschichte
In römischer Zeit führte die Verbindungsstraße von Caesaraugusta (Saragossa) nach Asturica Augusta (Astorga) hier entlang. Nach der arabisch-maurischen Eroberung entvölkerten sich weite Gebiete im Norden der Iberischen Halbinsel. Im 10. Jahrhundert begann unter dem kastilischen Grafen Gonzalo Téllez die in der zweiten Hälfte des 11. Jahrhunderts unter Alfons VI. vollendete Rückeroberung (reconquista), die in der Einnahme der etwa 250 km weiter südwestlich gelegenen Stadt Toledo (1085) ihren vorläufigen Höhepunkt fand. Danach wurde Aldealpozo von Siedlern aus dem Norden neu- oder wiederbesiedelt (repoblación). Im Mittelalter führte der aus Katalonien (Barcelona) kommende und über Aragón (Saragossa) bis Kastilien (Burgos) verlaufende nordöstliche Teil des spanischen Jakobswegs durch den Ort.

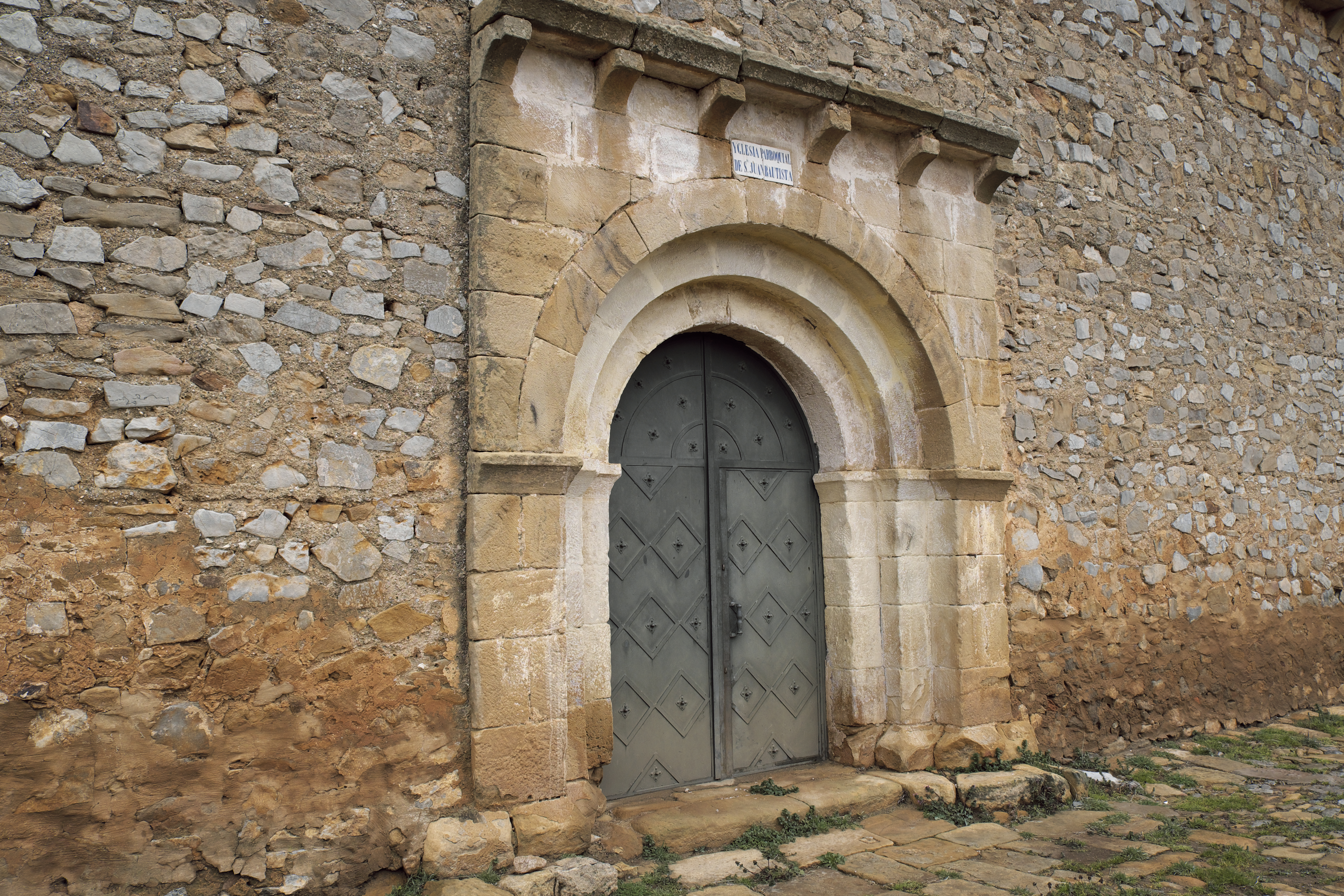
Portal der Iglesia San Juan Bautista

## Sehenswürdigkeiten
Einzige Sehenswürdigkeit des Straßendorfs Aldealpozo ist die nahezu komplett aus Feldsteinen (mampostería) erbaute Pfarrkirche San Juan Bautista. Der von der Kirche getrennt stehende ungegliederte und schmucklose Glockenturm (campanario) mit seinem abgerundeten Ecken wird in seinen unteren Teilen noch auf eine maurische Festungsanlage (kasbah oder atalaya) des 10. Jahrhunderts zurückgeführt; das Glockengeschoss entstammt – wie auch das beinahe fensterlose Kirchengebäude – dem 12. oder 13. Jahrhundert. Das auf der Südseite befindliche und zweifach nach innen abgestufte Portal ist aus exakt bearbeiteten Werksteinen gefügt; die leicht aus dem umgebenden Mauerwerk hervortretende Portalzone schließt oben mit einem nichtfigürlichen Konsolenfries ab.